# Stres oksydacyjny
Stres oksydacyjny – stan braku równowagi pomiędzy działaniem reaktywnych form tlenu a biologiczną zdolnością do szybkiej detoksykacji reaktywnych produktów pośrednich lub naprawy wyrządzonych szkód. Wszystkie formy życia utrzymują w komórkach środowisko redukujące, które jest zachowywane przez aktywność enzymów podtrzymujących stan redukcji poprzez ciągły dopływ energii metabolicznej. Zaburzenia w prawidłowym stanie redukcji mogą wywołać toksyczne działanie poprzez produkcję nadtlenków i wolnych rodników, powodujących oksydacyjne uszkodzenia wszystkich składników komórki, a szczególnie dotkliwe dla komórki są uszkodzenia białek, lipidów i DNA.
Stres oksydacyjny ma u ludzi znaczenie w takich chorobach, jak miażdżyca, choroba Parkinsona czy choroba Alzheimera, ale może także odgrywać znaczącą rolę w zapobieganiu starzenia się w mechanizmie mitohormezy. Reaktywne formy tlenu mogą przynosić korzyści, ponieważ są m.in. używane przez układ immunologiczny do atakowania i zabijania patogenów. Reaktywne formy tlenu mają także znaczenie w sygnalizacji komórkowej, co określa się jako sygnalizację redoks.

## Działanie chemiczne i biologiczne
W aspekcie chemicznym, stres oksydacyjny jest dużym wzrostem komórkowego potencjału redukcyjnego (staje się mniej ujemny) lub inaczej, dużym spadkiem możliwości redukcyjnych komórkowych ogniw redoks, takich jak glutation. Efekty działania stresu oksydacyjnego zależą od jego zasięgu; większe komórki mogą sobie poradzić z lokalnymi małymi perturbacjami i odzyskać pierwotny stan. Jednakże większy stres oksydacyjny może spowodować śmierć komórki. Nawet umiarkowana oksydacja może wywołać apoptozę, a silniejszy stres może doprowadzić do martwicy.
Szczególnie destrukcyjnym elementem stresu oksydacyjnego jest produkcja reaktywnych form tlenu, do których zalicza się wolne rodniki i nadtlenki. Niektóre mniej reaktywne formy (takie jak ponadtlenki) mogą zostać zredukowane przez metale przejściowe lub inne reduktory (np. chinony) do bardziej agresywnych form rodników, które mogą spowodować w komórce rozległe uszkodzenia. Większość tych form tlenowych jest produkowana w niewielkiej ilości w trakcie normalnego metabolizmu aerobowego, a uszkodzenia, które wywołują, są na bieżąco naprawiane. Jednakże wysoki poziom stresu oksydacyjnego powoduje zmniejszenie puli ATP, co uniemożliwia wejście komórki na drogę kontrolowanej, apoptotycznej śmierci, powodując jej martwicę.
| Utleniacz                                                   | Opis |
| ----------------------------------------------------------- | --- |
| O•− 2 (anionorodnik ponadtlenkowy)                          | Powstaje w wyniku wielu reakcji autooksydacji i w łańcuchu transportu elektronów. Raczej niereaktywny, ale może usuwać jony Fe2+ z białek siarkowo-żelazowych i z ferrytyny. Ulega spontanicznemu lub katalizowanemu enzymatycznie dysproporcjonowaniu do H 2O 2. Jest prekursorem OH• . |
| H 2O 2 (nadtlenek wodoru)                                   | Powstaje w wyniku dysproporcjonowania O•− 2 lub w wyniku bezpośredniej redukcji O 2. Rozpuszczalny w tłuszczach i dlatego może dyfundować przez błony. |
| OH• (rodnik hydroksylowy)                                   | Powstaje w reakcji Fentona (Fe2+ + H 2O 2 → Fe3+ + OH• + OH− ). Niezwykle reaktywny, atakuje większość składników komórkowych. |
| ROOH (organiczny hydroksynadtlenek)                         | Powstaje w reakcjach rodników ze składnikami komórkowymi, takimi jak tłuszcze i zasady azotowe. |
| RO• (rodnik alkoksylowy) i ROO• (rodnik peroksyalkoksylowy) | Rodniki organiczne z niesparowanym elektronem na atomie tlenu. Pochodne lipidowe powstają w wyniku peroksydacji tłuszczów. Powstają w obecności tlenu, przez addycję rodnikową do wiązań podwójnych lub przez oderwanie protonu.                                                         |
| HOCl (kwas podchlorawy)                                     | Powstaje z H 2O 2 w wyniku działania mieloperoksydazy. Rozpuszczalny w tłuszczach, wysoce reaktywny. Łatwo utlenia składniki białek, m.in. grupy tiolowe, grupy aminowe i metioninę. |
| ONOO− (anion nadtlenoazotynowy)                             | Powstaje w gwałtownej reakcji O•− 2 i NO• . Rozpuszczalny w tłuszczach, o reaktywności zbliżonej do HOCl. Po sprotonowaniu tworzy kwas azotowy, który może ulegać homolitycznemu rozpadowi na rodnik hydroksylowy (OH• ) i tlenek azotu(IV) (NO 2).                                      |

## Produkcja i zużycie utleniaczy
Najważniejszym źródłem reaktywnych form tlenu w warunkach normalnych u organizmów aerobowych jest prawdopodobnie „wyciekanie” zaktywowanego tlenu z mitochondriów w czasie normalnego oddychania tlenowego.
Do innych enzymów, które potrafią produkować ponadtlenki należą oksydaza ksantynowa, oksydazy NADPH i oksydazy cytochromu P450. Nadtlenek wodoru jest produkowany przez liczne enzymy, w tym kilka oksydaz. Reaktywne formy tlenu odgrywają znaczącą rolę w sygnalizacji komórkowej, w procesie zwanym sygnalizacją redoks. Z tego powodu komórki muszą utrzymywać równowagę pomiędzy produkcją a zużywaniem reaktywnego tlenu, aby zachować homeostazę.
Najlepiej zbadanymi enzymatycznymi antyoksydantami komórkowymi są: dysmutaza ponadtlenkowa (SOD), katalaza i peroksydaza glutationowa. Słabiej poznanymi (lecz prawdopodobnie tak samo ważnymi) oksydantami enzymatycznymi są peroksydyny i niedawno odkryty sulfideroksin. Inne enzymy o ważnych własnościach (chociaż nie najważniejszych w tym procesie) to paraoksynazy, transferazy glutationowe-S i dehydrogenazy aldehydowe.
Stres oksydacyjny wywołuje uszkodzenie tkanek w wyniku napromieniowania i hiperoksji. Podejrzewa się jego znaczącą rolę (nieudowodnioną) w chorobach neurodegeneracyjnych, takich jak choroba Lou Gehriga, choroba Parkinsona, choroba Alzheimera i choroba Huntingtona. Uważa się, że stres oksydacyjny jest powiązany z chorobą sercowo-naczyniową, ponieważ utlenianie LDL w śródbłonku naczyniowym prowadzi do powstania prekursorów blaszki miażdżycowej. Stres oksydacyjny ma także znaczenie w uszkodzeniach związanych z kaskadą ischemiczną powstającą w wyniku reperfuzji następującej po hipoksji. Taka kaskada występuje zarówno w przypadku udaru mózgu jak i zawału serca.

## Antyoksydanty jako suplementy
Zastosowanie antyoksydantów w zapobieganiu chorób jest kontrowersyjne. Podawanie wysokich dawek beta karotenu osobom z grupy wysokiego ryzyka, np. palaczy zwiększa ryzyko powstania raka płuc. W grupach mniejszego ryzyka, podawanie witaminy E wydaje się zmniejszać ryzyko chorób serca. W innych chorobach, jak np. choroba Alzheimera dowody na korzyści wynikające z suplementacji witaminy E są mieszane.
Uważa się, że stres oksydacyjny (taki jak sformułował go Denham Harman w wolnorodnikowej teorii starzenia) ma znaczenie dla procesu starzenia. Z jednej strony istnieją dobre dowody wspierające tę teorię u organizmów modelowych, takich jak Drosophila melanogaster i Caenorhabditis elegans, a z drugiej, dowody uzyskane w laboratorium Michaela Ristowa wskazują na to, że stres oksydacyjny może także podnosić oczekiwaną długość życia Caenorhabditis elegans poprzez indukcję odpowiedzi wtórnej na początkowo wysokie stężenie reaktywnych form tlenu. W oparciu o czyste hipotezy proces ten nazywano wcześniej mitohormezą lub hormezą mitochondrialną. U ssaków kwestia ta jest jeszcze mniej jasna. Niedawno uzyskane dane epidemiologiczne wspierają teorię mitohormezy, a nawet sugerują, że antyoksydanty mogą zwiększać chorobowość u ludzi.

## Obrona immunologiczna
Układ odpornościowy wykorzystuje właściwości bójcze utleniaczy poprzez produkcję utleniających form związków jako centralny punkt mechanizmu zabijania patogenów. W ten sposób aktywowane fagocyty produkują zarówno ROS, jak i reaktywne formy azotu. Należą do nich ponadtlenki (O•−
2), tlenek azotu (NO•
) oraz ich szczególnie reaktywny produkt, anion nadtlenoazotynowy (ONOO−
). Chociaż użycie tych wysoko reaktywnych związków w cytotoksycznej odpowiedzi fagocytów może spowodować uszkodzenia tkanek gospodarza, to brak specyficzności tych utleniaczy daje korzyść, gdyż niszczą one prawie każdą część komórek, które są ich celem. Zapobiega to uniknięciu przez patogen tej części odpowiedzi immunologicznej przy pomocy mutacji pojedynczej cząsteczki.

## Przyczyny stresu oksydacyjnego u roślin
Dane doświadczalne wskazują, że stres oksydacyjny może być wspólną odpowiedzią tkanek roślinnych na różne czynniki stresowe takie jak: deficyt wody, stres osmotyczny, stres solny, deficyt niektórych soli mineralnych (np. fosforu), zbyt niska lub zbyt wysoka temperatura, atak patogenu, ucisk mechaniczny, zranienie, promieniowanie UV, nadmiar promieniowania fotosyntetycznie czynnego (PhAR, z ang. photosynthetic active radiation), duża dostępność tlenu po okresie niedotlenienia, działanie zanieczyszczeń atmosferycznych (SO
2, NO, NO
2, O
3), nadmiar jonów metali, niektóre herbicydy (np. parakwat, dikwat) czy manipulacje w kulturach in vitro. Towarzyszy również naturalnym procesom fizjologicznym, takim jak tworzenie się brodawek na korzeniach roślin motylkowatych, lignifikacja czy starzenie się komórek.